# ヤッピー
ヤッピー（yuppie, YUP）とは、「young urban（またはupwardly-mobile） professionals」の略で、若手で都市住民たるエリートサラリーマンのこと。

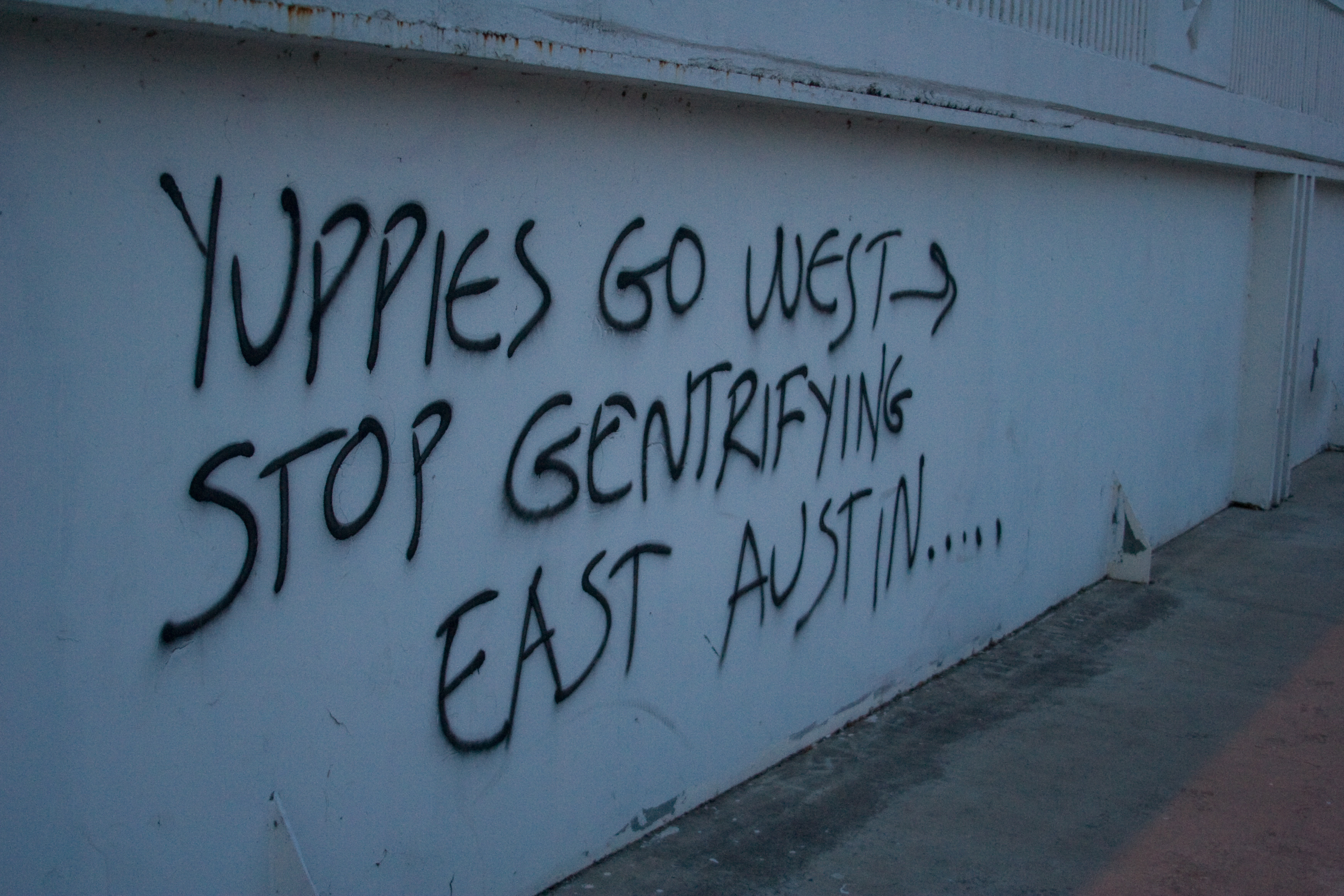
「ヤッピーは西部に出てけ。東部オースティンのジェントリフィケーションを止めろ……」
ジェントリフィケーションに批判的な、反ヤッピーを訴えるグラフィティ。テキサス州。

## 概要
1984年にアメリカ合衆国で使われ出した。おおむね20代後半から30代後半で、大学院卒（最低でも修士号を保持）で都会に住み、金融系企業などの総合職だったり公務員や医師で、収入はアッパーミドルでスーツや車、住居にお金をかけるという生活様式である。しばしば気取っていて自己中心的、表面的というニュアンスで軽蔑的に用いられる。

## ヤッピーを風刺する場面が登場する作品

### 映画
- 摩天楼はバラ色に
- ウォール街
- 愛がこわれるとき
- アメリカン・サイコ
- スパイダーマン3
- セント・エルモス・ファイヤー
- 大逆転
- ファイト・クラブ
- フィッシャー・キング
- ゆりかごを揺らす手
- アイアン・ジャイアント
- JUNO
- 悪の法則